# Avenue des Camélias
L'avenue des Camélias (en néerlandais : Kamelialaan) est une avenue bruxelloise de la commune de Woluwe-Saint-Pierre qui va de la rue du Bémel à l'avenue des Frères Legrain sur une longueur totale de 450 mètres.